# Ranžiranje
Ranžiranje (ang. shunting, v ZDA tudi "switching") je sestavljanje železniških vagonov v kompozicije ali pa razstavljanje kompozicij v posamezne vagone. Za ta namen se uporablja lokomotive imenovane ranžirci, ki so lahko na električni, dizel-električni, dizelski pogon, v preteklosti pa tudi na parni pogon.

## Galerija
- Parni ranžirec SR Z class v Veliki Britaniji
- Lahki ranžirec SBB Tem 346 na električni in dizelski pogon
- TEM-18 ranžirec